# Schlettererius determinatoris
Schlettererius determinatoris  (лат.) — вид наездников рода Schlettererius из семейства Stephanidae. Китай, Корея.

## Описание
Эндопаразиты насекомых (на жуках-златках Chrysobothris succedana из семейства Buprestidae на лиственницах Larix sp.). Длина тела самок около 15 мм (самцы — 16-17 мм), длина переднего крыла 9,9 мм (у самцов — до 10,2 мм). Усики обоих полов 29-члениковые. От близких видов отличается следующими признаками: задняя часть пронотума сравнительно низкая, первый тергит поперечно тонко бороздчатый. Основная окраска тела коричневая (от светлой до тёмной). Задняя часть переднеспинки угловатая; жилка 1-M переднего крыла отчётливо изогнута; жилка cu-a заднего крыла представлена пигментированной жилкой; задние тазики без субапикального зубца; задние голени слегка сплющены в базальной части; задние лапки самок 5-члениковые; стернит первого метасомального тергита отделён от его тергита, первый тергит в 3,8 — 4,6 раза длиннее своей апикальной ширины, не цилиндрический, примерно равен длине второго тергита; задняя часть 8-го метасомального тергита самок с отчётливым пигидиальным выступом.